# 14696 Ліндавільямс
14696 Ліндавільямс (14696 Lindawilliams) — астероїд головного поясу, відкритий 10 січня 2000 року.
Тіссеранів параметр щодо Юпітера — 3,373.